# エルアザル
エルアザル（ヘブライ語（ラテン文字表記）：Elazar、「主は助ける」の意）は、アロンの第3子。母親はアミナダブの娘エリシェバである。兄弟と共に祭司となった。
兄弟のナダブとアビフが神の意志に反する方法で香を焚いて滅ぼされた時や、レビ人のコラが造反を企てて罰せられた際にも、神の側に立って行動した。レビ人の長の長にも任じられ、アロンの死去を機に大祭司の職を受け継いだ。カナン入国後の相続地の分配の際もヨシュアと共に民の指導に当たった。彼はエフライム山地にあるギブアに葬られ、その職は彼の子ピネハスによって継承された。バビロン捕囚の帰還後、ツァドクの家系の祭司はエルアザルを始祖としたことから、エルアザルは大祭司の始祖と見なされている。
エルアザルの名は旧約聖書中に実に60回以上も登場する。